# Pangrapta elegantalis
Pangrapta elegantalis är en fjärilsart som beskrevs av Fitch 1856. Pangrapta elegantalis ingår i släktet Pangrapta och familjen nattflyn. Inga underarter finns listade i Catalogue of Life.